# Sarah Biffen
Sarah Biffen też Biffin, Beffin, po mężu Wright (ur. 1784 w Somerset, zm. 2 października 1850 w Liverpoolu) – brytyjska malarka i miniaturzystka malująca ustami.

## Życiorys
Sarah Biffen urodziła się w 1784 roku w East Quantoxhead w Somerset, jako córka rolników. Od urodzenia była niepełnosprawna; urodziła się bez rąk i z nierozwiniętymi nogami. Mierzyła jedynie 94 cm. Pomimo swojej niepełnosprawności Biffen nauczyła się czytać i była w stanie pisać ustami. Również nauczyła się malować trzymając pędzel między zębami. W wieku około trzynastu lat za zgodą rodziców dołączyła do podróżującego po całym kraju Emmanuela Dukes'a, który pokazywał ją na rozlicznych jarmarkach, anonsując jako dziwaczkę i geniusza jednocześnie. Już wówczas zaczęła pokazywać publiczności malowane przez siebie ustami miniatury. 
Na jarmarku św. Bartłomieja w 1808 poznała George'a Douglas'a (1761–1827), hrabiego Mortona, który chciał sprawdzić, czy rzeczywiście Biffen potrafi malować samodzielnie. Kiedy przekonał się, że to prawda, podjął decyzję o finansowym wpieraniu jej twórczości. Zadbał, aby pobierała lekcje u Williama Craiga – malarza Królewskiej Akademii Sztuk Pięknych. 
Królewskie Towarzystwo Wspierania Sztuki, Przedsiębiorczości i Handlu przyznało jej srebrny medal w 1821 roku za miniaturę historyczną, a Akademia Królewska przyjęła do kolekcji jej obrazy. Rodzina królewska zleciła jej również wykonanie ich miniaturowych portretów, dzięki czemu stała się bardzo popularna. Założyła studio przy ulicy Bond Street w Londynie. Wiele podróżowała i pracowała w wielu innych miejscach w Anglii,m.in. w Brighton, Bath, Cheltenham i w Liverpoolu. 
Jej postać była inspiracją dla wielu pisarzy, w tym dla Mary Shelly, autorki Frankensteina czy Charles'a Dickens'a. Ten ostatni wspomniał o niej w swoich nowelach: Nicholas Nickleby, Marcin Chuzzlewit i Mała Dorrit.
W 1824 wyszła za mąż za Williama Stephena Wrighta i chociaż para wkrótce się rozstała, przez kilka lat podpisywała swoje pracę nazwiskiem męża. Hrabia Morton zmarł w 1827 roku. Bez wsparcia szlachetnego sponsora Biffen popadła w kłopoty finansowe, gdy jej menedżer wykorzystał większość przeznaczonych jej pieniędzy. Próbowała wówczas odnowić swój sukces artystyczny wykorzystując nazwisko męża Wright. Niestety mimo jej starań, nie udało jej się odzyskać wcześniejszej popularności. Wpływowi znajomi, w tym Richard Rathbone, znany filantrop z Liverpoolu, zorganizowali dla niej w 1847 publiczną zbiórkę, aby opłacić jej ostatnie lata życia. Również Królowa Wiktoria przyznała jej emeryturę z Listy Cywilnej. Pozwoliło to Biffen wycofać się z życia publicznego, przeniosła się do Liverpoolu i tam spędziła ostatnie lata życia. 
Kilka miesięcy przed śmiercią, odbył się pokaz jej portretów na wystawie w Królewskiej Akademii Sztuk Pięknych w 1850.
Sarah Biffen zmarła 2 października 1850 roku w wieku 66 lat. Została pochowana na cmentarzu St. James w Liverpoolu.